# Luksemburska liga w hokeju na lodzie (1998/1999)
Luksemburska liga w hokeju na lodzie (1998/1999) – trzeci sezon Luksemburskiej ligi w hokeju na lodzie. Tytuł mistrza Luksemburga obroniła drużyna Tornado Luksemburg zdobywając dwanaście punktów i trzeci tytuł z rzędu. Wicemistrzami został Lokomotive Luxembourg (8 pkt.), trzecie miejsce zajęli IHC Beaufort (4 pkt.), a czwarte Rapids Remich (0 pkt.).
| Lp. | Klub                  | Punkty |
| --- | --------------------- | ------ |
| 1.  | Tornado Luxembourg    | 12     |
| 2.  | Lokomotive Luxembourg | 8      |
| 3.  | IHC Beaufort          | 4      |
| 4.  | Rapids Remich         | 0      |